# سولانج تشابوت رولاند
سولانج تشابوت رولاند (بالإنجليزية: Solange Chaput-Rolland)‏‏ (14 مايو 1919 في مونتريال - 1 نوفمبر 2001 ) مقدمة برامج إذاعية، وسياسية من كندا.

## التعليم
تعلمت سولانج تشابوت رولاند في:
- جامعة باريس
- المعهد الكاثوليكي في باريس

## الجوائز
حصلت سولانج تشابوت رولاند على الجوائز الآتية:
- ضابط وسام كندا

## روابط خارجية
- سولانج تشابوت رولاند على موقع IMDb (الإنجليزية)